# Municípios do México
Esta é uma lista de municípios do México.

## A
- Lista de municípios de Aguascalientes

## B
- Lista de municípios da Baja California
- Lista de municípios da Baja California Sur

## C
- Lista de municípios de Campeche
- Lista de municípios de Chiapas
- Lista de municípios de Chihuahua
- Lista de municípios de Coahuila
- Lista de municípios de Colima

## D
- Anexo:Lista de municípios do Distrito Federal (México)
- Lista de municípios de Durango

## G
- Lista de municípios de Guanajuato
- Lista de municípios de Guerrero

## H
- Lista de municípios de Hidalgo

## J
- Lista de municípios de Jalisco

## M
- Lista de municípios do Estado do México
- Lista de municípios de Michoacán
- Lista de municípios de Morelos

## N
- Lista de municípios de Nayarit
- Lista de municípios de Nuevo León

## O
- Lista de municípios de Oaxaca

## P
- Lista de municípios de Puebla

## Q
- Lista de municípios de Querétaro
- Lista de municípios de Quinatana Roo

## S
- Lista de municípios de San Luis Potosí
- Lista de municípios de Sinaloa
- Lista de municípios de Sonora

## T
- Lista de municípios de Tabasco
- Lista de municípios de Tamaulipas
- Lista de municípios de Tlaxcala

## V
- Lista de municípios de Veracruz

## Y
- Lista de municípios de Yucatán

## Z
- Lista de municípios de Zacatecas